# Gà Dominique

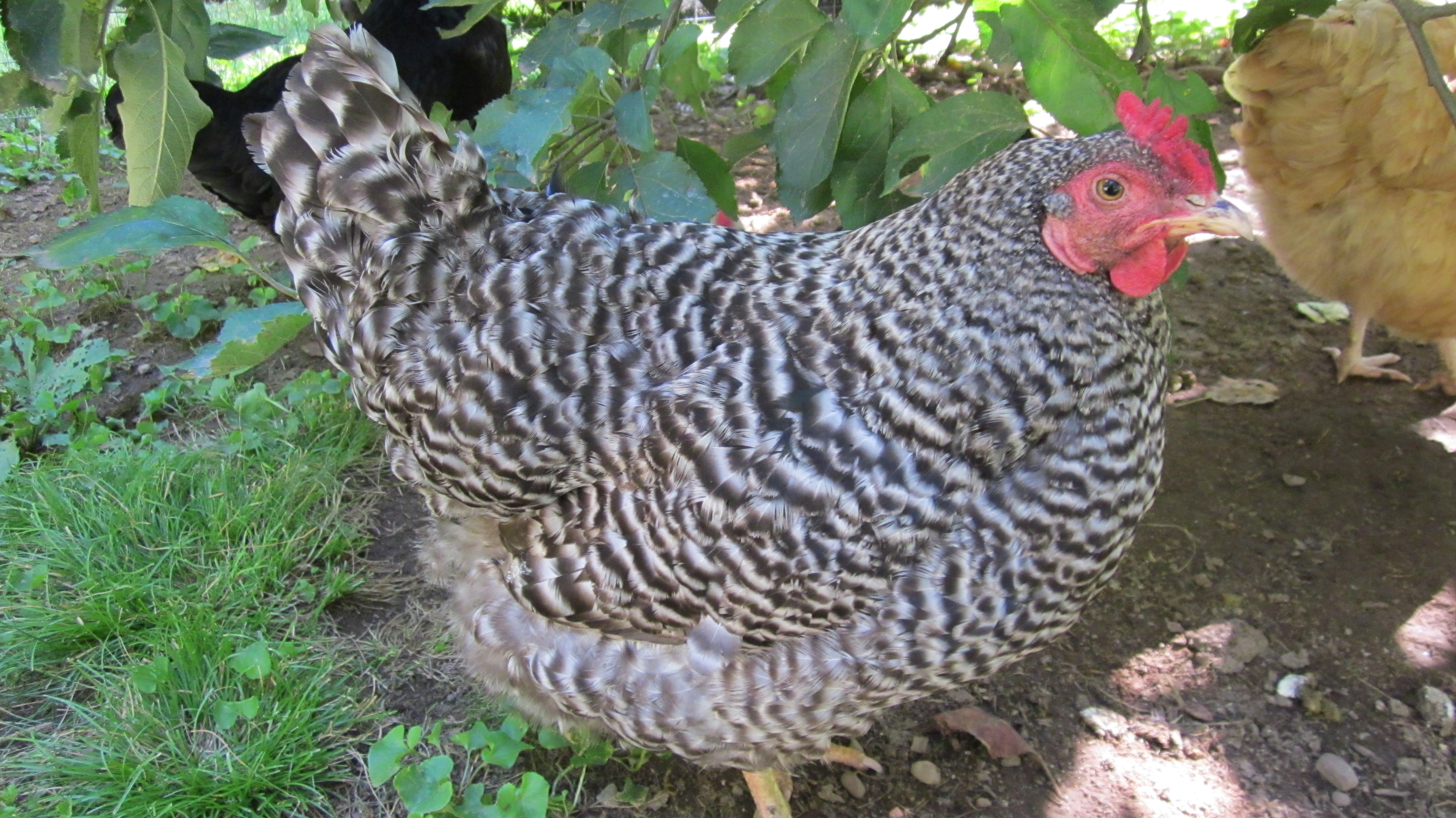
Gà:Dominique

Gà Dominique (phát âm tiếng Việt như là gà Đô-mi-níc) là một giống gà nhà (Gallus gallus domesticus) có nguồn gốc ở Hoa Kỳ trong thời kỳ thuộc địa. Nó được coi là giống gà lâu đời nhất của Mỹ, có lẽ là hậu duệ từ gà mang đến New England từ miền nam nước Anh trong thời thuộc địa. Vào thế kỷ 19, chúng phổ biến rộng rãi và được nuôi dưỡng ở nhiều nơi trên đất nước. Gà Dominique là giống gà có mục đích kép (kiêm dụng), được đánh giá cao về thịt gà cũng như trứng gà có vỏ nâu của chúng. Chúng nặng từ 6 đến 8 pound (2,7 đến 3,6 kg) khi trưởng thành.

## Lịch sử

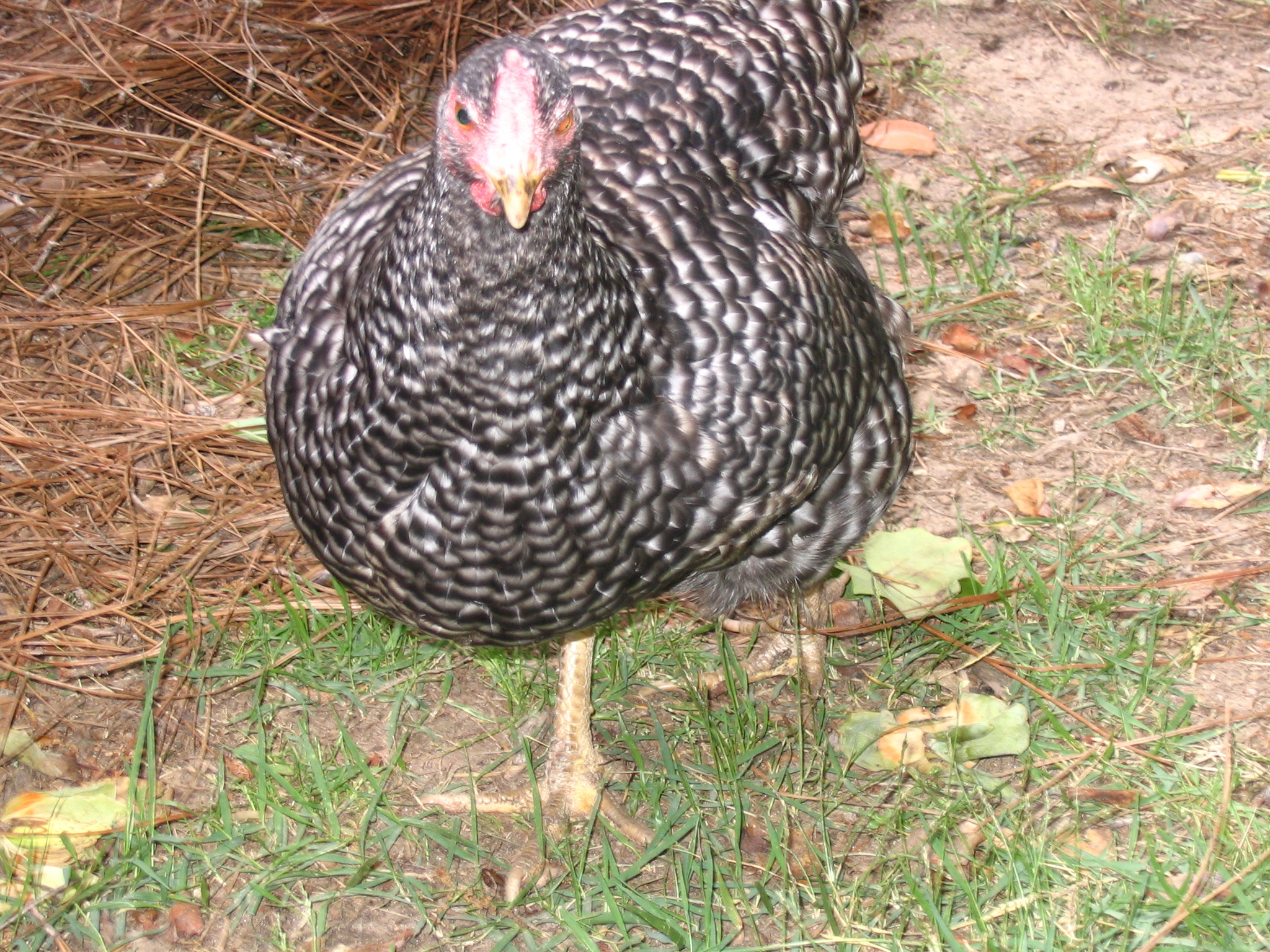
Gà Dominique thả vườn

Sau khi giống gà Plymouth Rock được phát triển từ gà Dominique trong thập niên 1870, sự phổ biến của gà Dominique đã giảm xuống, cho đến năm 1950 chúng hiếm đến mức được coi là gần như tuyệt chủng. Trong những năm 1970, gà Dominique được liệt kê trong tình trạng "quan trọng" của Hiệp hội Bảo tồn giống vật nuôi Mỹ, với ít hơn 500 cá thể gà làm giống ở Bắc Mỹ. Tuy nhiên, do sự hồi sinh của chúng và các giống quý hiếm khác, GàDominique đã trở lại và hiện được liệt kê trong danh sách, cho thấy nguy cơ tuyệt chủng thấp hơn

## Bề ngoài
Gà Dominique khá đặc biệt về ngoại hình. Chúng có một chiếc mồng có hình hoa hồng và một bộ lông dày của lông màu xám đen và xám nhạt bất thường đôi khi còn gọi là "màu diều hâu". Dải màu xám đậm/nhạt này thường bị nhầm lẫn với dải màu đen và trắng. Thoạt nhìn, gà Dominiques và gà cú (Barred Rocks) có bề ngoài tương tự nổi bật, thường dẫn đến sự nhầm lẫn khi tách bạch một giống gà cụ thể. Các chỉ số mạnh nhất là mồng, bộ lông và màu sắc. Gà Dominique sở hữu một cái mồng mào hồng trong khi Barred Rocks có một cái mồng duy nhất. Đây thường là sự khác biệt rõ ràng nhất.
Bộ lông Dominique xuất hiện trong bộ lông của chúng, với một diện mạo hơi lốm đốm. Barred Rocks thể hiện sự ngăn chặn sắc nét, song song.
Màu lông gà Dominique thể hiện một sự tương phản nhẹ nhàng hơn "không khá đen trên không hoàn toàn trắng", trong khi Barred Rocks bề ngoài ra một màu đen-trắng tương phản cao. Gà đẻ Dominique có xu hướng là những con gà không hung dữ, đáng tin cậy (một đặc điểm mong muốn trong một con gà lấy trứng). Thái độ điềm tĩnh, ổn định của chúng làm cho chúng thành công như giống gà kiểng hoặc vật nuôi trong hộ gia đình. Giống gà này trưởng thành nhanh chóng, và có thể đẻ trứng vào khoảng sáu tháng tuổi.
Tuy nhiên, những con gà trống Dominique đôi khi thậm chí còn hung dữ hơn gà Rhode đỏ (Rhode Island Red) và đã được biết là đã từng giết chết những con mèo nhỏ, rắn, và thậm chí cả chồn. Gà mái có xu hướng là những bà mẹ tốt, giỏi ấp trứng và nuôi gà con với tỷ lệ thành công cao. Các còn gà Dominique là những con gà chịu cực và biét kiếm ă tốt, những đặc điểm được quy cho các điều kiện khắc nghiệt trong đó các giống đầu tiên phát triển. Đây cũng chính là một trong những ưu điểm hàng đầu của giống gà cổ xưa của nước Mỹ này.